# Tiffany Cohen
Pour les articles homonymes, voir Cohen.
Tiffany Lisa Cohen, née le 11 juin 1966 à Culver City (Californie), est une nageuse américaine, spécialiste des courses de nage libre.

## Carrière
Tiffany Cohen, après avoir remporté la médaille de bronze aux championnats du monde de natation 1982 en 400 mètres nage libre, est double médaillée d'or aux Jeux panaméricains de 1983, en 400 et 800 mètres nage libre. 
Cohen enchaîne les bons résultats avec deux titres olympiques aux Jeux olympiques de 1984 à Los Angeles, en 400 et 800 mètres nage libre. 
Elle intègre l'International Swimming Hall of Fame en 1994.